# Skyline (Honolulu)
Skyline (anteriormente conocido como Metro de Honolulu, en inglés: Honolulu Rail Transit) es un sistema de transporte ferroviario urbano en el condado de Honolulu, Hawái, Estados Unidos fue inaugurada el 30 de junio de 2023.
El sistema, mayormente elevado, presenta elementos de diseño tanto de metro convencional como de metro ligero, y de tren de cercanías en las estaciones suburbanas. Se convertirá en el primer sistema de metro público a gran escala de los Estados Unidos en contar con puertas de andén y no tener conductor.
La apertura de la primera fase del proyecto, que une East Kapolei y el Estadio Aloha, fue inaugurada el 30 de junio de 2023. La segunda fase, proyectada para 2031, continuará hacia el este, uniendo el mencionado estadio con el Centro Ala Moana, atravesando el centro de la ciudad.
Después del metro de Sídney, es la segunda red de metro más antigua y la segunda más grande de Oceanía.

## Historia

Logotipo de la Autoridad de Transporte Rápido de Honolulu (HART), la agencia gubernamental semiautónoma que construyó la línea.

### Debate
Durante más de 40 años, el debate sobre el desarrollo de un sistema ferroviario en Honolulu ha sido un punto importante de discusión en la política local, especialmente en los ciclos electorales de 2008, 2012 y 2016. Los defensores del sistema dicen que aliviará el empeoramiento de la congestión del tráfico, que ya se encuentra entre los peores en los Estados Unidos. Afirman que la aglomeración urbana en el sur de Oahu es ideal para el ferrocarril, ya que está limitada por las montañas a una franja estrecha a lo largo de la costa, que estará bien comunicada por una sola línea de ferrocarril y que tiene la cuarta mayor densidad de población de los Estados Unidos.

### Financiación y construcción
El proyecto se financia mediante un recargo sobre los impuestos locales, así como una subvención de 1.550 millones de dólares de la Administración Federal de Tránsito (TLC) . Después de grandes sobrecostes, los recargos fiscales se extendieron en 2016 por cinco años para recaudar otros 1.200 millones; sin embargo, esa financiación adicional solo fue suficiente para la construcción de Middle Street en Kalihi. El TLC declaró que su contribución está supeditada a la finalización de la línea hasta el Centro Ala Moana y no se incrementará. Después de muchas disputas, la legislatura estatal en 2017 aprobó 2.400 millones de dólares en impuestos adicionales para permitir que la ciudad complete el proyecto de acuerdo con el plan original.
La construcción de la sección final de 6,9 km a través del centro de Honolulu, que se espera sea la más difícil de construir, no ha comenzado. El proceso de selección de contratistas para esta sección se reinició en septiembre de 2017 y se espera que demore dieciocho meses. El primer contrato importante para esa sección, un contrato de 400 millones de dólares para reubicar los servicios públicos para despejar el camino de la línea, se adjudicó en mayo de 2018.
El costo final ha aumentado de proyecciones preliminares de 4.000 millones de dólares en 2006 a entre 9.000 millones y 10.000 millones en 2017. Los críticos han pedido una auditora forense para establecer la causa del aumento. La legislación de aumento de impuestos aprobada en 2017 también requiere que el auditor estatal realice una auditoría de las cuentas del proyecto y considere alternativas para completar el sistema.

## Ruta
| Mapa de ruta esquemático para el Metro de Honolulu cuando esté completo, incluidas las extensiones propuestas en los extremos este y oeste del sistema. |          |              |              |                              |                   |
| Línea | Longitud | Terminales   | Terminales   | Inauguración                 | Ref.              |
| 1 | 17.4 Km  | Kualakaʻi    | Hālawa       | 30 de junio de 2023          | [ 4 ]             |
| 2 | 8.5 Km   | Hālawa       | Kahauiki     | Finales de 2025 (programado) | [ 5 ] [ 6 ] [ 7 ] |
| 3 | 8.5 Km   | Kahauiki     | Ka‘ākaukukui | 2031 (programado)            | [ 5 ] [ 6 ] [ 8 ] |
| Ala Moana | 1.3 Km   | Ka‘ākaukukui | Kālia        | N/A                          | [ 9 ]             |

## Material rodante
Aunque se consideraron varias otras tecnologías, incluidos neumáticos de caucho, maglev y monorraíl, el entonces alcalde Mufi Hannemann creía firmemente en la construcción de "acero sobre acero" y dijo: "No pondré a esta ciudad en una posición de desastre financiero [...] Si no es 'acero sobre acero', desconectaré". La línea utiliza conjuntos de trenes de cuatro vagones de 78 m, cada uno con capacidad para transportar casi 800 pasajeros, de peso similar a los trenes ligeros. sistemas ferroviarios en otras partes de los Estados Unidos (como el MAX en Portland, Oregón), a diferencia de las líneas más pesadas y, por lo tanto, más caras que se encuentran en los sistemas de tránsito rápido como los subterráneos y los sistemas elevados de Chicago y la ciudad de Nueva York.

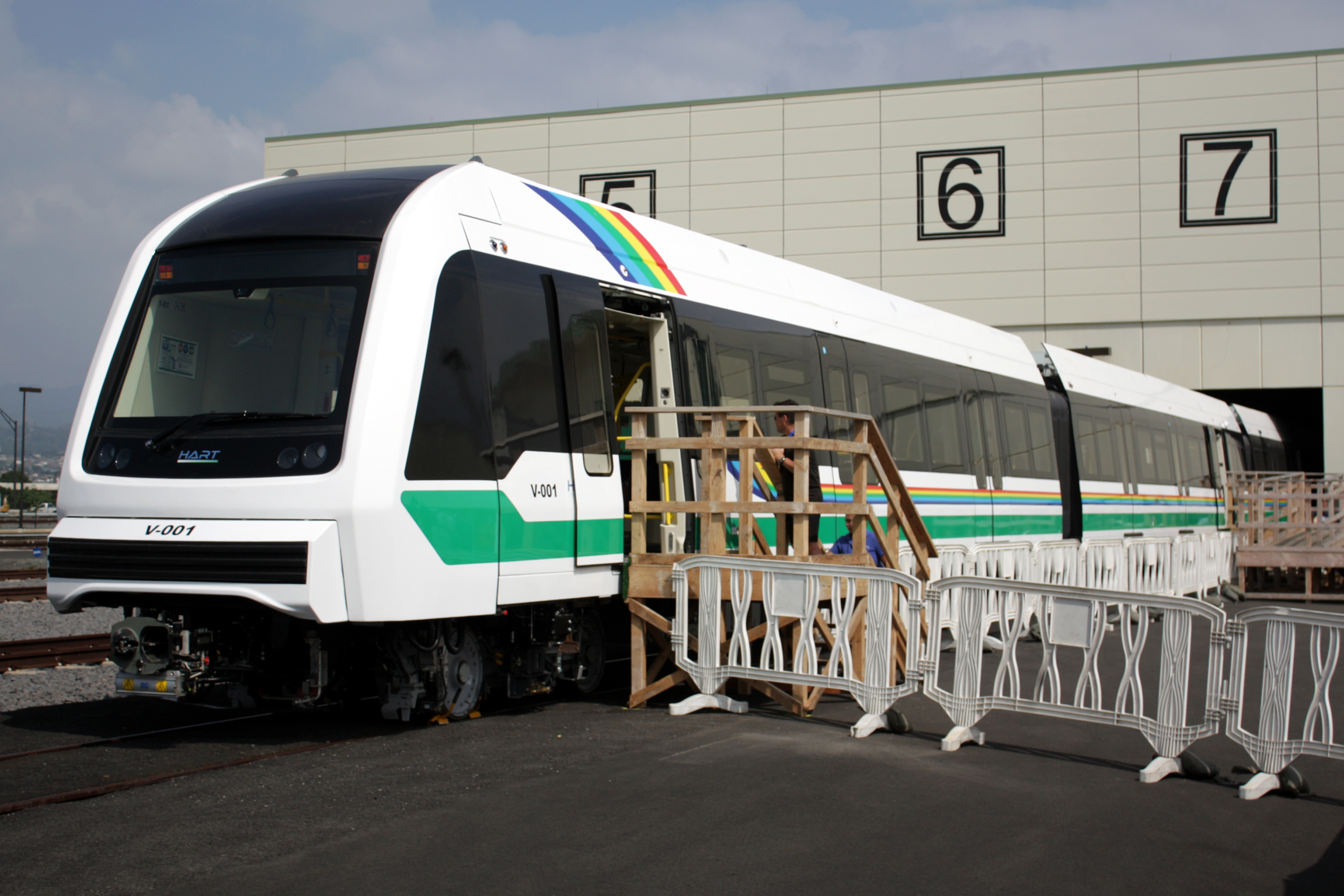
Primer tren para el proyecto en exhibición pública en febrero de 2017.

A pesar de esto, las estaciones son estructuras independientes y sustancialmente más grandes que las típicas estaciones de tren ligero. Físicamente, el sistema de Honolulu se parece a los sistemas ligeros de tránsito rápido como el SkyTrain de Vancouver, el Metro de Copenhague y el Docklands Light Railway en Londres. El sistema es el primero en América del Norte que cuenta con puertas de plataforma y operación sin conductor. El material rodante de la línea incluye 80 vagones en 20 conjuntos de trenes de cuatro vagones. Cada vagón mide 20 m de largo, pesa 33 000 kg y tiene 36 asientos con una capacidad total indicada de 195 personas, y se asienta sobre rieles de ancho estándar. Los vagones están propulsados por un sistema de electrificación de tercer carril, que entrega 750 V CC.
El contrato para vagones se firmó el 28 de noviembre de 2011, con una empresa conjunta entre Hitachi Rail Italy y Hitachi Rail STS. Las empresas colaboraron anteriormente en la construcción y operación de vehículos para el Metro de Copenhague y el Metro de Brescia. Posteriormente, Hitachi compró ambas empresas en 2015 y la empresa conjunta Ansaldo Honolulu pasó a llamarse Hitachi Rail Honolulu (HRH).
Según el contrato de $1100 millones, HRH es responsable del diseño y la fabricación de vagones, las pruebas previas a los ingresos para validar el rendimiento del tren y las operaciones y el mantenimiento (O&M) durante los primeros cinco años de servicio de ingresos. Existe la opción de continuar con los servicios de O&M para HART por cinco años adicionales.

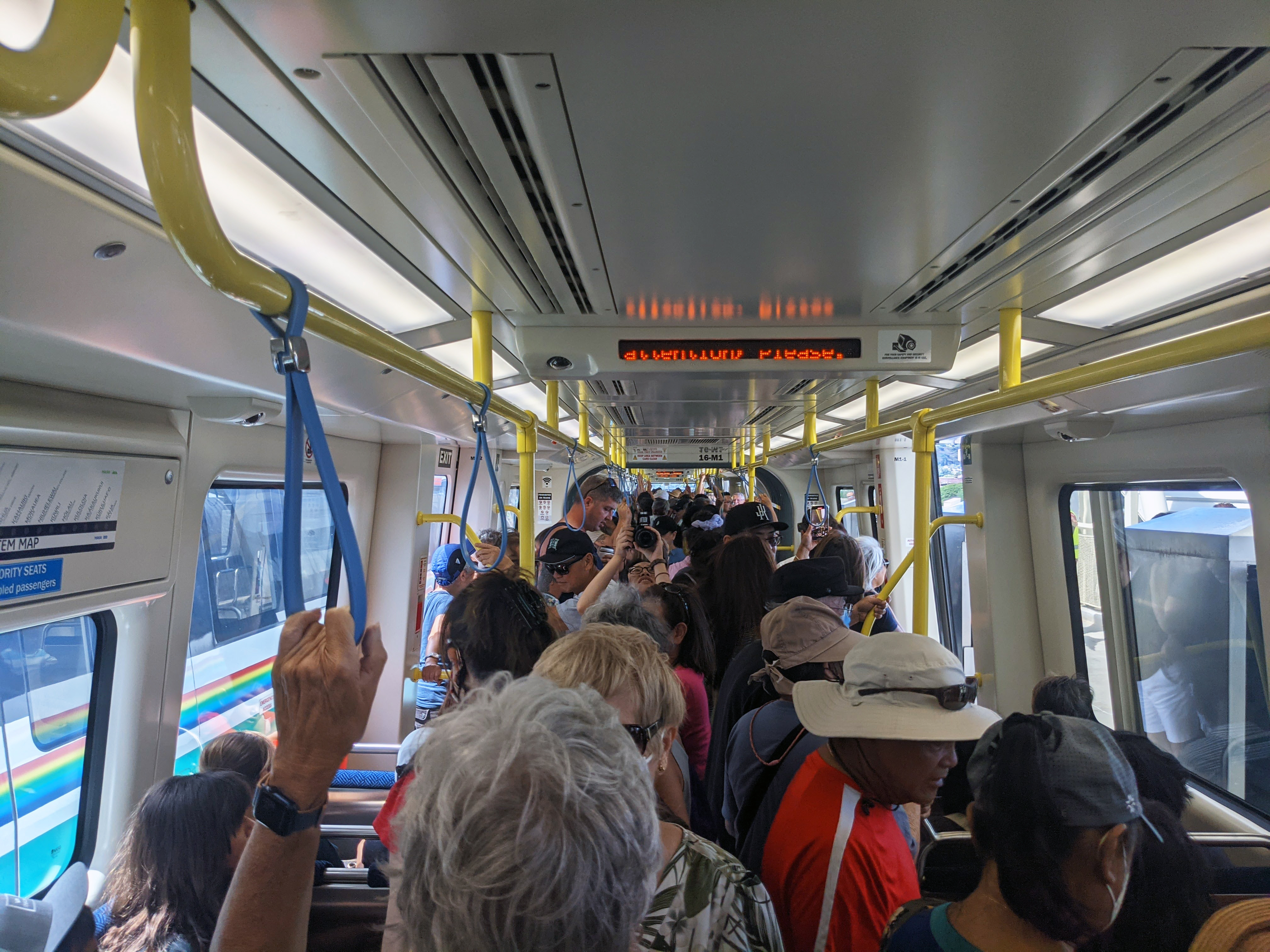
Interior de un vagón en la inauguración.

Los dos postores no ganadores del contrato de vagones, Bombardier y Sumitomo, presentaron protestas por la adjudicación. Ambas protestas fueron rechazadas durante el proceso administrativo, pero Bombardier solicitó la revisión judicial de su protesta. La decisión contra la protesta de Bombardier fue confirmada tanto por el Tribunal de Circuito estatal como por el Tribunal Intermedio de Apelaciones.
Los dos primeros vagones llegaron a Hawái en marzo de 2016, y el primer tren se presentó al público en el Rail Operations Center el 2 de mayo de 2016. Para cumplir con los requisitos de la Ley de compra de América para proyectos de tránsito financiados con fondos federales, las carrocerías se fabrican en la planta de Hitachi Rail Italy en Regio de Calabria, Italia, y luego se envían a la planta de Hitachi Rail en Pittsburg, California para el ensamblaje final.
En diciembre de 2016, Hitachi Rail Italy informó que se descubrieron defectos en las soldaduras de las vigas de aluminio extruido de veintisiete armazones de automóviles, cuatro de los cuales ya estaban en Hawái. El fabricante solucionará los problemas, pero advirtió que la entrega puede retrasarse ya que se detendrá la producción de vehículos nuevos. En marzo de 2017, HART dijo que cubriría las necesidades de apertura provisional después de la reparación de los vagones defectuosos y que la apertura total no se vería afectada.
En mayo de 2017, se remolcaron trenes en las vías de Honolulu por primera vez, para verificar los espacios libres. Las pruebas de los trenes por sus propios medios comenzaron en octubre de 2017.

## Curiosidades
- En la película estadounidense Godzilla de 2014, el monstruo MUTO ataca y destruye un tren y un viaducto del metro de Honolulu, que en realidad estaba en construcción en ese momento.[26][27]